# 乔治·莱曼
乔治·莱曼（英語：George Lehmann，1941年5月1日—2024年11月8日），美国NBA联盟前职业篮球运动员。